# Emanuel Trojan (herec)
Emanuel Trojan (1. září 1901 Královské Vinohrady – 3. března 1935 Praha), zvaný Eman Trojan, byl český herec a komik. Vyučil se typografem a pracoval jako tiskař. Jeho přirozený komický talent ho však přivedl k herectví. Vystupoval v menších divadlech a kabaretech, například v divadle Dada a v Divadle Na Slupi, kde často vystupoval se svým bratrem Josefem jako komická dvojice; jejich spolupráce byla založena na kontrastu povah a hereckých stylů.
Jeho herecký projev byl charakteristický lidovostí, bezprostředností a pražským přízvukem. Objevil se i v několika filmech, například Lásky Kačenky Strnadové (1926) a Vražda v Ostrovní ulici (1933). Spolupracoval také se satirickými časopisy Trn a Tramp. 
Zemřel v roce 1935 ve věku 33 let na srdeční vadu.